# Antrodemus valens
Antrodemus valens és un nom científic assignat pel paleontòleg americà Joseph Leidy l'any 1870 a un fòssil molt fragmentat d'al·losàurid de la formació de Morrison. Tot i que l'espècimen molt possiblement pertanyia a un al·losaure, és impossible determinar això amb cap mena de presició per les escasses restes de l'holotip. Actualment, Antrodemus es considera un nom dubtós d'escàs valor científic.